# Zavezniške okupacijske cone

## Delitev Nemčije
Avgusta 1945 so države zmagovalke razdelile premagano Nemčijo na štiri okupacijske cone ( Francosko , Britansko , Ameriško in Sovjetsko).Sovjetska zveza je dobila v upravo pokrajino vzhodno od linije Odra- Nisa.To je povečalo teritotry Poljske.ZDA so okupirale južni predele  Nemčije , Združeno Kraljestvo okupiralo severozahod in Francija dva teritorija na jugozahodu.

## Delitev Berlina
Bivšo  prestolnico Berlin ki se je nahajala v sovjetskem sektorju je bila tudi razdeljena na štiri dele.                                                                                                                      

## Kasneje
Leta 1949 so bile okupacijske cone odpravljene. Iz francoske , britanske in ameriške okupacijske cone je nastala Zvezna republika Nemčija (nemško Bundesrepublik Deutschland ) in iz sovejetske cone pa  komunistična Nemška  demokratična republika ( nemško Deutsche Demokratische Republik ).